# 钟开莱
钟开莱（Kai Lai Chung，1917年9月19日—2009年6月2日），男，祖籍浙江杭州，生于上海，美国华裔数学家、概率学家。

## 生平
钟开莱1917年生于上海，浙江杭州人。1936年考入清华大学，先在物理系学习，后因与时任西南联合大学（随着抗日西遷重慶，清华等合并为西南联大，重组于云南昆明）理学院院长的吴有训“有所不快”转入数学系，1940年数学系本科毕业。研究生期间，先师从华罗庚学习数论，后因与之“有所不快”，转投中国概率论与数理统计研究开拓者许宝騄学习概率论。1942年清华大学（西南联大）数学系研究生毕业。1942年至1945年任昆明西南联合大学 北京大学讲师（他毕业后西南联大-清华大学聘他为助教， 而西南联大-北京大学聘他当讲师。于是他应了北大之聘）。1944年同时考取第六届庚子赔款公费留英和清华公费留美奖学金，他最终选择了赴美学习，1945年底赴美国普林斯顿大学留学，用两年时间于1947年获普林斯顿大学博士学位，并曾参与过爱因斯坦的研究科题，师从当时正在普林斯顿大学访问的瑞典斯德哥尔摩大学教授、统计理论巨匠哈拉尔德·克拉梅尔，博士论文答辩委员会成员还有统计学家、快速傅里叶变换共同发明人约翰·图基。 
20世纪六十年代后任斯坦福大学数学系教授、系主任、名誉教授。在此之前，还任教于芝加哥大学、哥伦比亚大学、加州伯克利大学、康奈尔大学和、雪城大學。除此之外，还在法国斯特拉斯堡大学，意大利比萨大学，瑞士苏黎世联邦理工学院和伊利诺伊大学厄巴纳-尚佩恩分校等拥有客座席位（visiting appointments）。在斯坦福大学期间，他在布朗运动（常用于预测股票市场的无规则运动）和马尔可夫链的一般数学理论中做出了基础性和显著性的工作。
1978年，钟开莱和鞅理论发展人Joseph Doob等人访问中国，促进了概率论中国研究者和世界学者的交流，此后又多次回到中国开设短期课程和讲座，帮助年轻的中国学生有机会到美国继续深造。
1981年联合发起了随机过程研讨会，为学术思想交流和年轻人培养提供了专业社区平台。
2009年6月1日在菲律宾罗哈斯市睡梦中自然去世，享年91岁。
2010年在中国北京大学举办了一次纪念他的国际会议。2012年钟开莱的家属将其数学藏书捐给北大数学学院，总计超过三百本。

## 学术贡献
钟开莱被称为“概率学界学术教父”。据不完全统计，他直接指导的博士生有15位，间接的学术晚辈则超过四百多个，被誉为二十世纪后半叶的概率学界领袖之一。
钟开莱有十余部著作，其清晰的逻辑和严谨的叙述，使他的概率论教材已经成为享誉世界的经典，被世界75%以上的大学的数万名学生使用，影响了几代概率论学生。世界科技出版公司在2008年出版了他跨越七十年的研究论文部分选集，由曾经的合作者和博士生主编，以庆祝他的九十岁生日。

## 轶事
普林斯顿大学概率学家辛勒（Erhan Çinlar）教授為其益友，双方书信交流长达四十多年，钟开莱晚年受眼疾困扰，最后两年几近失明，仍然坚持着把多行交叉在一起、模糊不可认的书信寄送给辛勒。
钟开莱广泛涉猎文学、音乐和京剧，退休后还学习了意大利语，并把一本概率论英文教材翻译为了俄语。

## 家庭
钟开莱妻子是菲律宾人Lilia，育有两个子女Daniel和Marilda，和四个孙辈Alex, Adam, Davison和Vanessa.

## 著作
- 2005. Markov Processes, Brownian Motion, and Time Symmetry, 2nd. with John B. Walsh. Springer
- 2003. Introduction to Random Time and Quantum Randomness . with Jean-Claude Zambrini. WSPC
- 2002. Elementary probability theory: with stochastic processes and an introduction to mathematical finance, 4th. with Farid Aitsahlia. Springer
- 1979. Elementary probability theory with stochastic processes . Springer-Verlag
- 2002. Green, Brown, & Probability and Brownian Motion on the Line. WSPC.
- 2001. A course in probability theory, 3rd. with Farid Aitsahlia. Academic Press
- 2001. From Brownian motion to Schrödinger's Equation. with Zhongxin Zhao. Springer
- 1990. Introduction to stochastic integration, 2nd. with Ruth J. Williams. Springer
- 1982. Lectures from Markov Processes to Brownian Motion. Springer
- 1967. Markov chains with stationary transition probabilities. Springer
- 1985. Seminar on Stochastic Processes. Ed. with E. Cinlar and R.K. Getoor
- 2008. Selected works of Kai Lai Chung. Ed. Farid Aitsahlia, Farid Aitsahlia, Elton Hsu, Ruth Williams. WSPC

## 外部連結
- KAI LAI CHUNG - obituary （页面存档备份，存于）